# 조유행
조유행(曺由幸, 1946년 9월 9일 ~ )은 대한민국의 정치인이다. 제40·41·42대 하동군수를 역임했다.

## 학력
- 횡천국민학교 (졸업)
- 횡천중학교 (졸업)
- 하동종합고등학교 (졸업)
- 한국방송통신대학교 (행정학 / 학사)
- 창원대학교 (행정학 / 석사)

## 역대 선거 결과
|  | 61.92% |

|  | 100.00% |

|  | 57.67% |